# اورونس
هورنس (به اسپانیایی: Hurones) یک شهرستان در اسپانیا است.